# Antonia Maria von Braganza

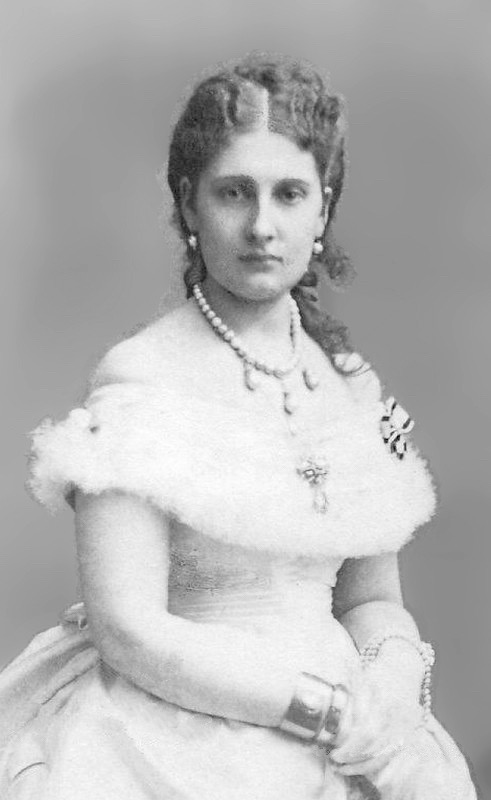
Infantin Antonia von Braganza, 1870

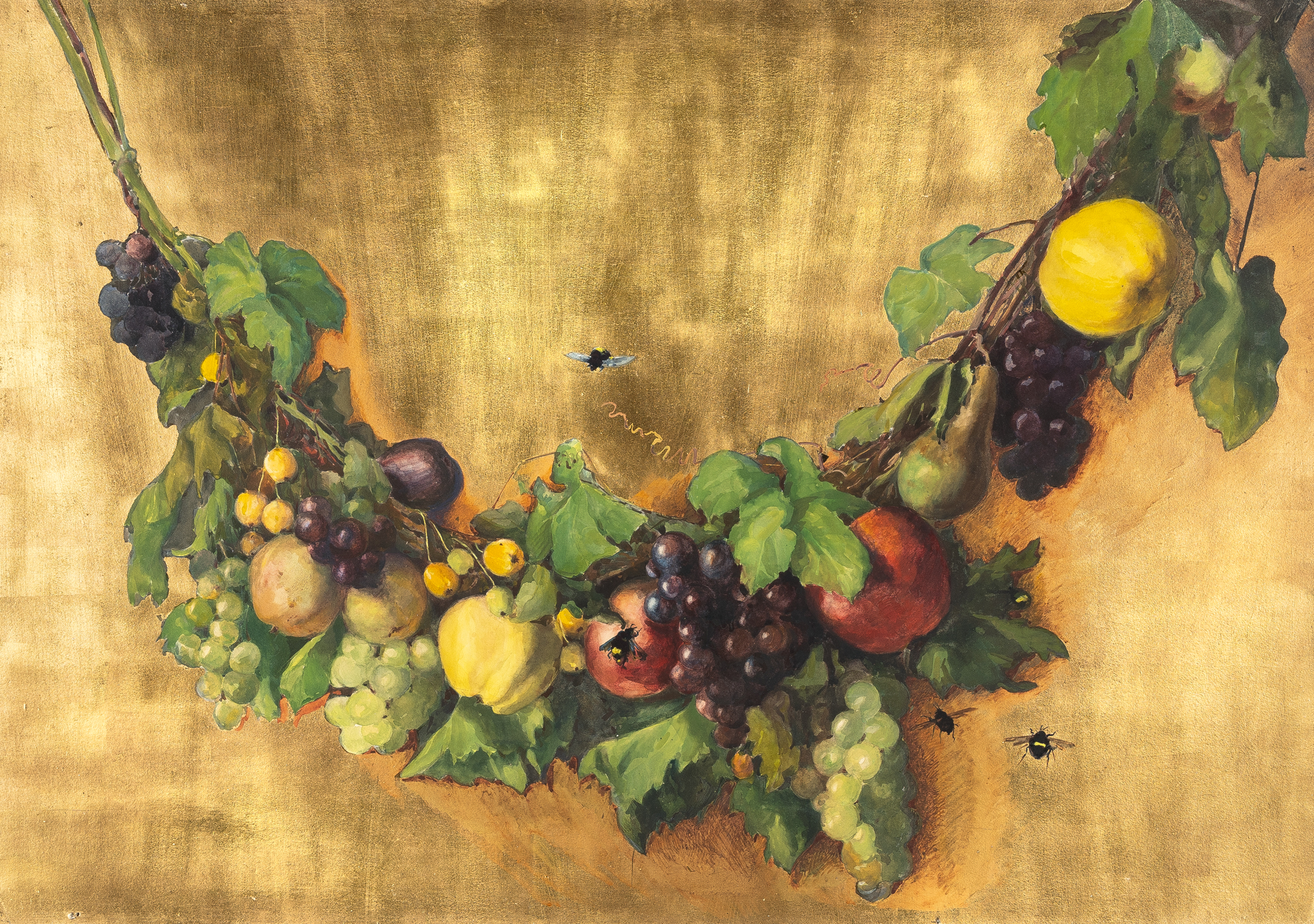
Fürstin Antonia von Hohenzollern-Sigmaringen: Früchtefeston, Ende 19. Jh.

Antonia Maria Fernanda Micaela Gabriela Rafaela Francesca de Assis Ana Gonzaga Silvina Julia Augusta von Bragança und Sachsen-Coburg-Gotha (* 17. Februar 1845 in Lissabon; † 27. Dezember 1913 in Sigmaringen) war als Prinzessin von Braganza Infantin von Portugal und durch ihre Ehe mit Fürst Leopold ab 1885 Titularfürstin von Hohenzollern-Sigmaringen.

## Leben
Antonia Maria wurde als Tochter von Königgemahl Ferdinand II. von Sachsen-Coburg und Gotha und Maria II. von Braganza, Königin von Portugal, geboren.
Sie heiratete Prinz Leopold von Hohenzollern-Sigmaringen, Sohn des Fürsten Karl Anton von Hohenzollern-Sigmaringen und seiner Gattin Prinzessin Josephine von Baden, am 12. September 1861 in Lissabon. Das Paar zog zunächst nach Düsseldorf zu den Eltern von Leopold in den Jägerhof, ab 1863 wohnte das Paar in Schloss Benrath für etwa zwölf Jahre. Dort wurde auch der Erbprinz Wilhelm geboren. Aus der Benrather Zeit sind die Festlichkeiten zum 23. Geburtstag der Prinzessin besonders gut dokumentiert. Nach dem Tod ihres Schwiegervaters 1885 war sie Titularfürstin von Hohenzollern-Sigmaringen.
Antonia widmete sich gern der Malerei, besonders pflanzliche Motive sind häufig vorhanden. Im Schloss Sigmaringen werden einige ihrer Aquarelle dauerhaft ausgestellt. Als strenge Katholikin ist sie 1882 dem Dritten Orden der Franziskaner beigetreten.
Sie verstarb am 27. Dezember 1913 mit 68 Jahren in Sigmaringen im damaligen Fürstentum Hohenzollern-Sigmaringen.

## Nachkommen
- Wilhelm (1864–1927)
- Ferdinand Viktor (1865–1927), König von Rumänien
- Karl Anton (1868–1919)